# Al-Musayfirah (nahija)
Nahija Al-Musayfirah (ar. ناحية المسيفرة) je nahija u okrugu Daraa, u sirijskoj pokrajini Daraa. Po popisu iz 2004. (prije rata), nahija je imala 32.473 stanovnika. Administrativno sjedište je u naselju Al-Musayfirah.